# 即兴 (书籍)
《即兴》（英語：Impro：Improvisation and the Theatre）是戲劇教育家基思·约翰斯通於1979年寫的一本書。該書分為四個部分：“狀態” 、“自發性”、“敘事技巧”和“Masks and Trance”。這本書的大部分內容是基於他在倫敦皇家劇院擔任老師和副導演時的經驗。